# Super Mario 3D All-Stars
Super Mario 3D All-Stars — бандл 2020 года, состоящий из трёхмерных платформеров, которые были выпущены для Nintendo Switch. Он был создан для празднования 35-летия серии игр Super Mario. Бандл содержит порты Super Mario 64 (1996), Super Mario Sunshine (2002) и Super Mario Galaxy (2007). Он был выпущен 18 сентября 2020 года. Сборник получил положительные отзывы, с похвалой в адрес технических улучшений, элементов управления и самих игр.

## Содержание
Бандл включает в себя порты с высоким разрешением первых трёх трёхмерных платформеров из серии Super Mario: Super Mario 64 Shindō (1997), Super Mario Sunshine (2002) и Super Mario Galaxy (2007). Порты были выполнены путём эмуляции оригинальных консолей. Три игры поддерживают элементы управления Joy-Con с функцией вибрации и отображаются с более высоким разрешением, например, Sunshine с соотношением сторон 16:9. Sunshine и Galaxy отображаются в разрешении 1080p, а в портативном режиме 720p, в то время как 64 отображается в формате 720p в обоих режимах с соотношением сторон 4:3. Патч, выпущенный в ноябре 2020 года, добавил параметры камеры для всех трёх игр и параметры управления для F.L.U.D.D. в Sunshine.
Оригинально выпущенная для консоли GameCube, оригинальная Sunshine использовала аналоговые триггеры контроллера GameCube (которых нет на контроллерах Switch) для регулирования давления воды F.L.U.D.D.. В бандле F.L.U.D.D. управляется правым стиком для прицеливания, однако это «похоже на нажатие аналогового триггера GameCube примерно на три четверти». Поддержка контроллера GameCube для Sunshine была добавлена в ноябре 2020 года на Nintendo Switch.
В Galaxy есть дополнительные элементы управления Joy-Con, которые имитируют Wii Remote, при этом способность вращения Марио переназначена на кнопку Y. В портативном режиме игроки могут использовать сенсорный экран. Чтобы играть в кооперативном игровом режиме Galaxy в портативном режиме, необходим дополнительный набор Joy-Con.
В сборнике также есть режим музыкального проигрывателя, в котором собраны все оригинальные саундтреки всех трёх игр — всего 175 треков. Музыка может воспроизводиться при выключенном экране.

## Разработка
Super Mario 3D All-Stars был разработан и издан Nintendo в честь 35-летия оригинальной Super Mario Bros. (1985). Согласно Eurogamer, Nintendo внутренне назвала компиляцию Super Mario All-Stars 2. Целью Nintendo было сохранить «оригинальный дизайн и дух» включённых игр. По словам Кенты Мотокуры, продюсера проекта, разработчики взяли интервью у оригинальных разработчиков, чтобы лучше узнать о каждой из них.
Впервые о коллекции было сообщено Video Games Chronicle в марте 2020 года и подтверждено другими источниками. Согласно этим сообщениям, Nintendo планировала объявить о бандле во время E3 2020, но она была отменена из-за пандемии COVID-19. Nintendo анонсировала коллекцию на Nintendo Direct 3 сентября 2020 года. Она была выпущена 18 сентября 2020 года. Её можно будет приобрести только в течение ограниченного времени, как физически, так и в цифровом виде, до 31 марта 2021 года.

## Отзывы
| Сводный рейтинг       | Сводный рейтинг |
| Агрегатор             | Оценка          |
| --------------------- | --------------- |
| Metacritic            | 82/100          |
| Иноязычные издания    |                 |
| Издание               | Оценка          |
| 4Players              | 87/100          |
| Destructoid           | 8,5/10          |
| GameRevolution        | 3,5/5           |
| GameSpot              | 8/10            |
| GamesRadar+           | [ 30 ]          |
| Hardcore Gamer        | 4,5/5           |
| Jeuxvideo.com         | 15/20           |
| Nintendo Life         | [ 33 ]          |
| Nintendo World Report | 8,5/10          |
| Shacknews             | 7/10            |
| USgamer               | 4/5             |
| VentureBeat           | [ 37 ]          |
| VG247                 | [ 38 ]          |
| Русскоязычные издания |                 |
| Издание               | Оценка          |
| PlayGround.ru         | [ 39 ]          |

Бандл был высоко оценён критиками.

### Комментарии
1. ↑  Игра была сделана Nintendo EAD (64 и Sunshine) и Nintendo EAD Tokyo (Galaxy).
2. ↑  В Японии Super Mario 3D Collection (яп. スーパーマリオ３Ｄコレクション Sūpā Mario 3D Korekushon)
3. ↑  Основываясь на 97 оценках[25].